# アイ・クイット・マッチ
アイ・クイット・マッチ（"I Quit" Match）は、プロレスの試合形式の1つ。近年では、主にアメリカ合衆国のプロレス団体WWEで行われる。

## 概要
基本的にシングルマッチで行われる試合に採用される形式で、3カウントやタップアウトで決着せず、対戦相手の関節技や大技を食らって肉体的、精神的に限界に達して"I Quit!"（=「まいった」「降参だ」）と叫んだ時点でそのレスラーの負けとなる。また、反則裁定はなく必然的にデスマッチの色合いが強くなる（初めてこの形式で行われた試合はマグナムTAがタリー・ブランチャードの額に木製の椅子の破片を突き刺すという凄惨なフィニッシュだった）。
3カウントや通常のギブアップ（タップアウト）で試合が決まるものと違い、対戦相手にはっきりと降参の意思を示さなければならず、またその声はマイクを使って会場全体に聞こえるため、敗北したレスラーは非常に屈辱的な気分を味わうことになる。そのため抗争の完全決着戦で用いられる場合が多い。形式の特性上、敗者は団体を追放されるなどの条件が付加するケースが多い。
日本ではDRAGON GATEやDDTで採用されている。

## 主なアイ・クイット・マッチ

### NWA
- 1985年11月28日 NWA-JCP Starrcade 1985

NWA USヘビー級王座戦
●タリー・ブランチャード vs マグナムTA○
マグナムTAがUSヘビー級王座を獲得
- 1989年11月15日 NWA-WCW Clash of the Champions IX

NWA世界ヘビー級王座戦
○リック・フレアー vs テリー・ファンク●
リック・フレアーがNWA世界ヘビー級王座を防衛

### WWE
- 1995年4月2日 WWF WrestleMania XI "Out of Control"

○ブレット・ハート vs ミスター・ボブ・バックランド●
- 1999年1月24日 WWF Royal Rumble 1999

WWF王座戦
●マンカインド vs ザ・ロック○
ザ・ロックがWWF王座を獲得
- 2003年10月19日 WWE No Mercy 2003

○ミスター・マクマホン vs ステファニー・マクマホン●
- 2005年5月22日 WWE Judgment Day 2005

WWE王座戦
○ジョン・シナ vs ジョン "ブラッドショー" レイフィールド●
ジョン・シナがWWE王座を防衛
- 2006年8月20日 WWE SummerSlam 2006

○リック・フレアー vs ミック・フォーリー●
- 2009年4月26日 WWE Backlash 2009

○ジェフ・ハーディー vs マット・ハーディー●
- 2009年9月13日 WWE Breaking Point

WWE王座戦
●ランディ・オートン vs ジョン・シナ○
ジョン・シナがWWE王座を獲得
- 2010年5月23日 WWE Over the Limit 2010

WWE王座戦
○ジョン・シナ vs バティスタ●
ジョン・シナがWWE王座を防衛
- 2011年5月22日 WWE Over the Limit 2011

WWE王座戦
○ジョン・シナ vs ザ・ミズ(w / アレックス・ライリー)●
ジョン・シナがWWE王座を防衛
- 2013年5月19日 WWE Extreme Rules 2013

世界ヘビー級王座第一挑戦者決定戦
○アルベルト・デル・リオ(w / リカルド・ロドリゲス) vs ジャック・スワガー(w / ゼブ・コルター)●
アルベルト・デル・リオが挑戦権を獲得
- 2015年5月17日 WWE WWE Payback 2015

○ジョン・シナ(c) vs ルセフ(w/ラナ)●

### その他
- 2010年5月5日 DDTプロレスリング Zepp Nagoya大会

DDT EXTREME級王座戦
●GENTARO vs 男色ディーノ○
変則アイ・クイット・マッチ。GENTAROはディーノに「I'm straight（私はノンケです）」と、ディーノはGENTAROに「I'm gay」と言わせれば勝ち
男色ディーノがEXTREME級王座を獲得
- 2021年9月4日 新日本プロレス 埼玉メットライフドーム大会

「KOPW2021」争奪戦
●チェーズ・オーエンズ vs 矢野通○
NO-DQ I QUIT MATCH。アイ・クイット・マッチのルールに、反則裁定無し（NO-DQ）のルールが加わる
矢野通が「KOPW2021」第3代保持者となる